# 证明我妈是我妈
证明我妈是我妈是約2015年起獲媒體關注的中华人民共和国社会民生问题，指民眾在各級行政機關辦理事項在申請文件寫有「母親」時，被行政機關要求出示派出所出具的證明以證明該人確是自己的母親，否則不予放行。此事在全國普遍，不但困擾民眾，也困擾派出所，屬该國社會裡「奇葩證明」的經典。問題的原因多被歸咎是行政迂腐、怕擔責任，最終用权力刁难民众。
最有名例子是北京旅客出國旅遊，在緊急聯絡人寫上自己母親，被有關部門要求證明，據人民日報報道「最终得益于向旅行社交了60元钱，就不需要再去证明他妈就是他妈」。2015年李克強在國務院會議特別討論此例，指示「此事很典型，一些类似的荒唐事群众反映强烈，要求下力气减掉不必要的公章，打破不合理的规矩」。
2019年人民日報仍有報導鄭州獻血者在報銷自己母親用血費用，而被要求证明她媽是她媽。

## 引用文獻
1. ↑  倪林军 (编). . 參考消息專題「銳參考」112期. 2015  [2020-12-20]. （原始内容存档于2015-08-31）.
2. 1 2  许昭慧. . 网易河北. 2019-08-23  [2020-12-20]. （原始内容存档于2020-12-20）.
3. ↑  郭文斌. . 人民网财经——轉自中國網. 2015-04-10  [2020-12-20]. （原始内容存档于2015-07-14）.
4. ↑  蒋伊晋; 彭美. . 中央政府门户网站——轉自南方都市报. 2015-06-15  [2020-12-20]. （原始内容存档于2015-10-25）.
5. ↑  . China Daily. 2015-05-07  [2020-12-21]. （原始内容存档于2020-05-22）. How ridiculous! The citizen only intended to go travelling abroad and take a vacation," Li was quoted as saying Wednesday at a State Council executive meeting, on the cabinet's website. "I wonder whether these government departments are caring for the public or intentionally obstructing them.